# ヘンリー・モーガン
サー・ヘンリー・モーガン（Sir Henry Morgan、1635年頃 - 1688年8月25日）またはウェールズ語でハリ・モーガン（Harri Morgan）は、イングランド王国ウェールズ出身の私掠船長（バッカニア、海賊）、農園主、ジャマイカ副総督。1660年代よりジャマイカ（英領ジャマイカ）のポート・ロイヤルを拠点に、イングランド政府から私掠免状を受けて、カリブ海や中央アメリカでのスペイン帝国の船舶や植民地を襲撃して富を蓄えた。また、それらを原資に大規模な砂糖プランテーションの運営も行った。1674年にイングランド王室からはナイト爵を与えられると共にジャマイカの副総督に任命され、海賊としては珍しい社会的成功者として生涯をベッドの上で終えた。
モーガンの出自はほぼ不明である。生まれは現在ウェールズの首都カーディフの一部となっているモンマスシャーの地域と言われる。その後、彼がいつ頃、どのような理由で西インド諸島に向かい、私掠船の船長となったかはわからない。初期のキャリアについては英西戦争中の1660年代前半に英国海軍将校サー・クリストファー・ミングスが率いた私掠船団（海賊団）の一員であったと推測される。モーガンはジャマイカ総督トマス・モディフォードと親交を持ち、1667年にイングランドとスペインの外交関係が悪化すると、モディフォードの許可と命令を受けてスペインの輸送船や植民地を襲撃した。こうして3年間でキューバ島のプエルト・プリンシペ（カマグエイ）や、現ベネズエラのマラカイボといったスペインの主要な植民地拠点を次々と襲撃し、スペイン人を恐怖させた。一方で、イングランド人たちからはモーガンは英雄視され、これは国王チャールズ2世を含む政府や王室の有力者たちも同じであった。
1671年、モーガンはパナマ・シティを壊滅させたが、これはその前年に結ばれた講和条約（マドリード条約）に違反しているとして、スペイン当局はイングランドに処罰を求めた。1672年、イングランド当局はスペインとの外交関係に配慮して、モーガンを逮捕し、ロンドンに召喚した。しかし、目立った処罰は行われず、1674年11月にナイト爵が与えられると共にジャマイカ副総督に任命され西インド諸島に舞い戻った。ジャマイカ議会の議員も務め、現職総督の不在に伴い、生涯3度にわたり総督代行も務めたが、その政治家としての末期は現職総督との不仲により副総督を解任され、1683年までに議員も辞めさせられ、以降は不遇の時代を送った。さらには1684年に私掠船時代の元部下であったアレクサンドル・エスケメランが当時のモーガンの悪行について言及した回顧録を出版したため、名誉棄損裁判を起こした。このエスケメランの著作は、後世におけるモーガンの人物像に多大な影響を与えている。
晩年は友人が新総督となり、地位の回復が図られたが、不遇時代の大酒などにより健康が蝕まれており、余命幾ばくもない状態となっていた。1688年8月25日にモーガンはジャマイカで亡くなり、植民地政府は彼の国葬を決定した。モーガンに子はおらず、3つの大規模農園といった莫大な資産は妻に相続された。後世においてモーガンの生涯は脚色されてフィクションのテーマとなり、また、様々なジャンルの海賊作品にも影響を与えた。

## 前半生
1635年頃にイングランド王国ウェールズのLlanrumneyかPencarn（いずれもモンマスシャーの、カーディフとニューポートの間の地域にあたる）で、ハリ・モーガン（Harri Morgan）として生まれる 。
歴史家のデイヴィッド・ウィリアムズは、『ウェールズ人伝記辞典（the Dictionary of Welsh Biography）』の中で、モーガンの両親や先祖を特定する試みは「すべて不十分であった」と記している。ただ、彼の遺言において遠い親戚が言及されている。
いくつかの資料ではモーガンの父は農民のロバート・モーガンとされている。
『オックスフォード英国人名事典』に寄稿したヌアラ・ザヘディ（Nuala Zahedieh）は、モーガンの生い立ちや経歴の詳細は不明だが、早くに学校を辞め、「本よりも槍（パイク）に慣れていた」と述べている。
モーガンがどのような経緯でカリブ海へとやってきたかは不明である。一説に、1654年のオリバー・クロムウェルが命じた西インド諸島出兵（西方政策）の一環としてロバート・ヴェナブルズが率いた海軍の一員であったというものもあるし、あるいは移住費用と引き換えにカトラリーの職人見習いとして3年間の奉公契約で来たというものもある。
1670年にモーガンの部下として船医を務めていたリチャード・ブラウンは、彼は1655年のイングランドのジャマイカ占領直後に、私的に現地に訪れた有閑階級の男か、もしくは、ブリストルで誘拐されて使用人として売られ、バルバドスにやってきた男だと述べている。
17世紀のカリブ海は若者にとって成功するチャンスが眠る場所であったが、同地の砂糖産業から高い収益を得るには多額の投資が必要であり、他に金銭的な利益を得るには交易か、もしくはスペイン帝国に対する略奪をする必要があった。
政府は個人や船に敵国を攻撃するという名目で、敵船や敵集落の略奪を許可していた（私掠船）。

## 私掠船長としてのキャリア

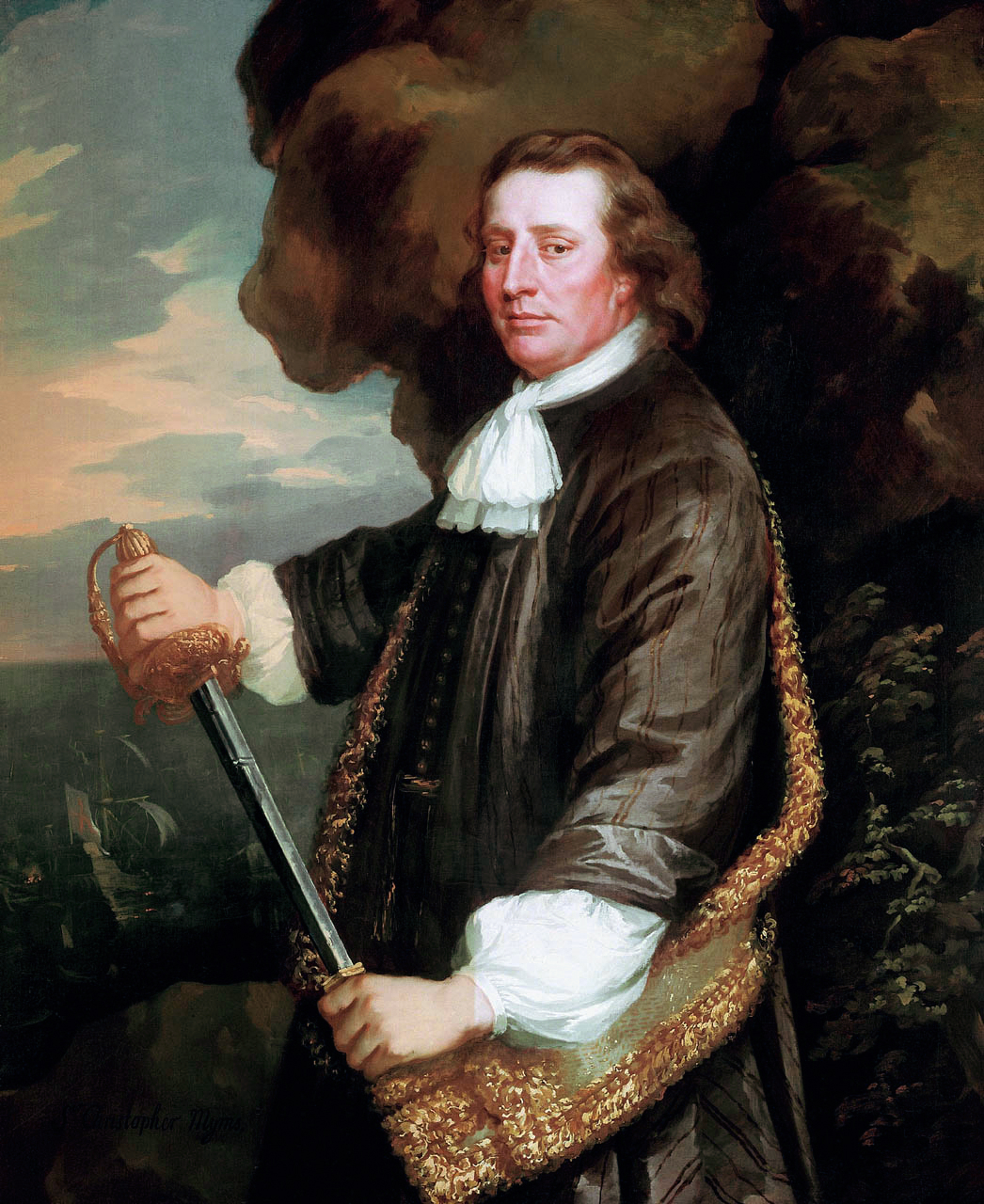
準海軍として私掠船団（海賊団）を率いた英国海軍将校クリストファー・ミングス

英西戦争中の1660年代初め、モーガンは、カリブ海と中央アメリカのスペイン拠点を攻撃するサー・クリストファー・ミングスが率いた私掠船団に従事していた可能性がある。1663年に、ミングス船団下の一隻の船長を務め、彼らが行ったサンティアーゴ・デ・クーバとカンペチェへの襲撃と略奪に、モーガンも関与していたと推測される。
1664年2月にジャマイカ総督に任命されたサー・トマス・モディフォードは、私掠船活動を規制するように指示されていた。1664年6月11日、モディフォードは私掠船活動に関する布告を行ったが、経済面での現実的理由から月末までには撤回せざるを得なかった。
約1,500人からなる私掠船員はジャマイカ植民地を活動拠点とし、島に多くの収入をもたらしていた。当時まだ5,000人程度の未発達の新しい植民地において、私掠船からの収入は経済破綻を避けるためには必要不可欠なものであった。
私掠船は、通常、指定された国の船舶を攻撃し、その積荷を押収する許可を与える「私掠免状」を当局から付与され、これには付加条件が課される場合もあった。私掠船が得た戦利品の一部は、君主または私掠免状の発行者の手にも渡った。
1665年8月、モーガンは仲間の船長ジョン・モリスとジェイコブ・ファックマンと共に、大量の貴重品を積んでポート・ロイヤルに帰還した。モディフォードはその戦利品に感心し、「中央アメリカはスペイン領インド諸島を攻撃するのに最も適している」と政府に報告した。
その後、2年の間のモーガンの活動は記録されていないが、1666年の始めにポート・ロイヤルにて、ジャマイカの副総督エドワードの娘で、モーガンにとって従姉妹にあたるメアリー・モーガンと結婚した。この結婚によりモーガンはジャマイカの上流階級と交流を持てるようになったが、2人に子供はできなかった。
1664年にイングランド政府は、オランダと敵対関係になると方針を変更し、植民地総督にオランダに対する私掠免状の発行権を与えた。
モーガンを含む多くの私掠船はこの免状を受けなかったが、このことは、オランダ領シント・ユースタティウス島への遠征において、600人の軍隊を率いていたモーガンの義父エドワードの戦死につながった。
1666年におけるモーガンの活動については資料により内容が異なる。
H・R・アレンのモーガンの伝記においては、私掠船長エドワード・マンスヴェルトの副官であったと推測されている。マンスヴェルトはキュラソー島侵攻のために私掠免状を発行されていたが、その防衛力のためか、あるいは略奪できる物が少ないと考えたのか、主要都市ウィレムスタットは攻撃しなかった。
あるいは、ジャン・ロゴジンスキー（Jan Rogoziński）とステファン・タルティ（Stephan Talty）は、『モーガンと海賊の歴史』において、この年、モーガンはポートロイヤルの民兵としてジャマイカ防衛を指揮し、同地のチャールズ要塞の一部は彼の指揮下で建設されたと記録している。
この頃、モーガンは、ジャマイカで最初のプランテーション（農園）を購入した。

### プエルト・プリンシペ襲撃（1667年）

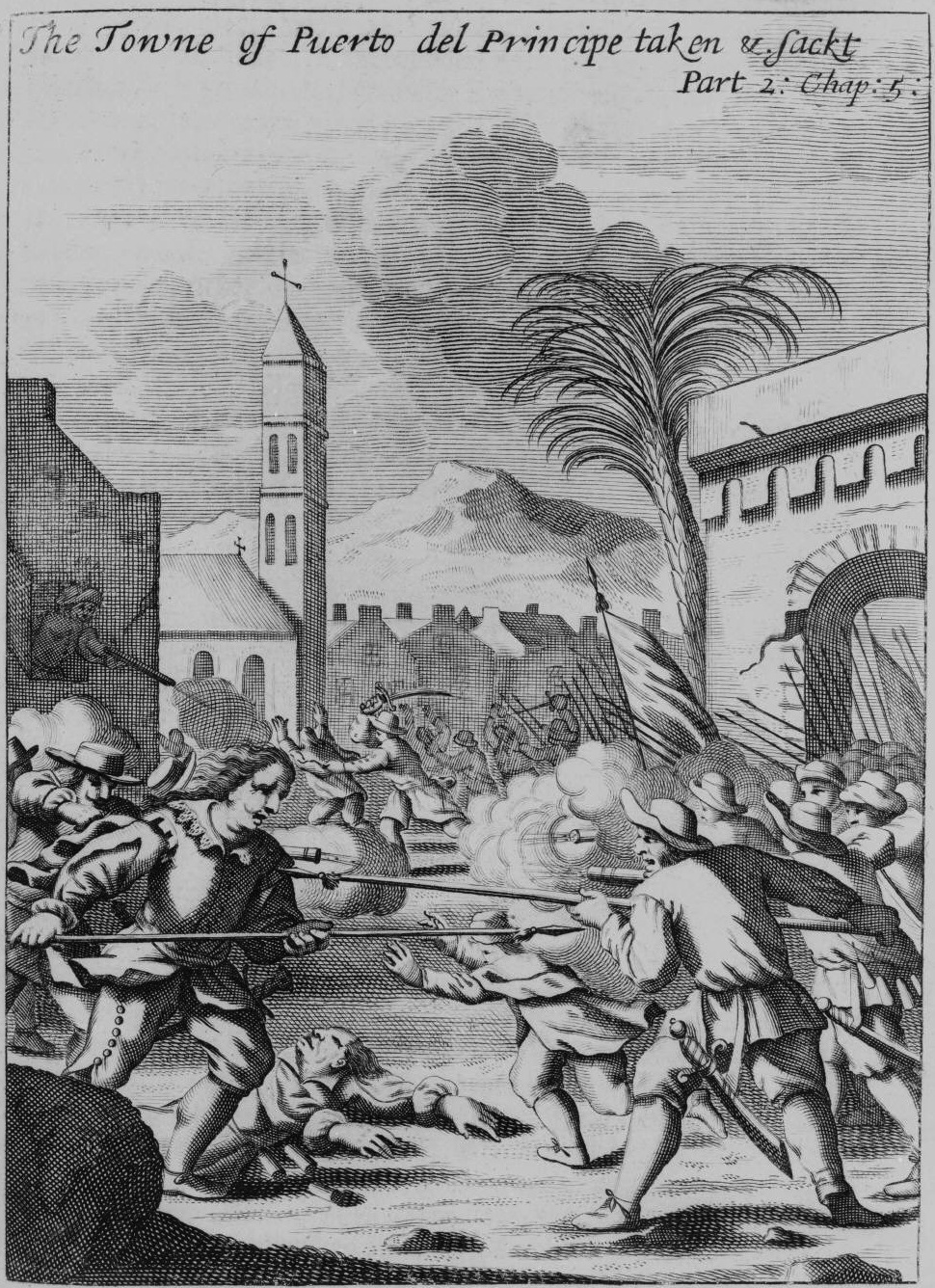
プエルト・プリンシペへの1668年の襲撃

1667年、イングランドとスペインの外交関係が悪化し、ジャマイカではスペインによる侵略の可能性があるという噂が出始めた。モディフォードは、私掠船にスペインへの攻撃を許可すると共にモーガンに私掠船を率いてスペイン人を捕虜にする旨の私掠免状を発行した。モディフォードは、その行為によって、スペインによるジャマイカ攻撃の可能性を自分たちは危惧していることを示す目的があった。
モーガンには提督の地位が与えられ、1668年1月、この任務のために10隻の船と500人の兵士を集められた。その後、海賊（バッカニア）の島と知られるトルトゥーガ島からさらに2隻の船と200人の兵士が加わった。
モーガンの私掠船は、海上におけるスペイン船への攻撃は許可されていたが、陸地への攻撃は許可されていなかった。略奪で得た戦利品については政府と私掠船の船主に分配される契約となっていたが、ここでもし、公務から外れて街を襲撃した場合に、そこで得られた戦利品はすべて私掠船の所有物となった。ロゴジンスキーは「街への攻撃は違法な海賊行為であったが、非常に有益なものであった」と述べているが、ザヘディは、モーガンがスペインによる攻撃の可能性があるという根拠を提示できれば、街への攻撃は彼の任務範囲でも正当化できたとしている。
当初計画ではハバナを攻撃する予定であったが、同地の防衛力が高いと知ると、50マイル（80キロ）内陸の町プエルト・プリンシペ（現在のカマグエイ）に目標を変更した。モーガンらは占領に成功したが、得られた戦利品は期待したほどではなかった。
モーガンの部下であったアレクサンドル・エスケメランの記録によれば、戦利品の少なさに、みな憤慨したり悲嘆にくれたという。
モーガンはプリンシペ攻略をモディフォードに報告すると共に、「70名の兵士がジャマイカに向かおうとしている、ベラクルスとカンペイシー、ポルトベロとカルタヘナからかなりの兵力がキューバのサンチャゴで合流すると予想される」と、スペインがイングランド領への攻撃を企んでいる証拠があると述べた。
作戦終了後、私掠船員同士で諍いが起こった。イングランド人とフランス人の2人の船員が口論となり、やがてイングランド人がフランス人を背後から刺し殺す事件が起こった。このままではイングランド人とフランス人間で暴動が起こるところ、機先を制してモーガンは、このイングランド人を逮捕し、フランス人船員らには、ポート・ロイヤル帰還後、犯人を絞首刑に処すと約束した。実際にモーガンはこれを守り、この船員は絞首刑に処された。

### ポルトベロ襲撃（1668年）

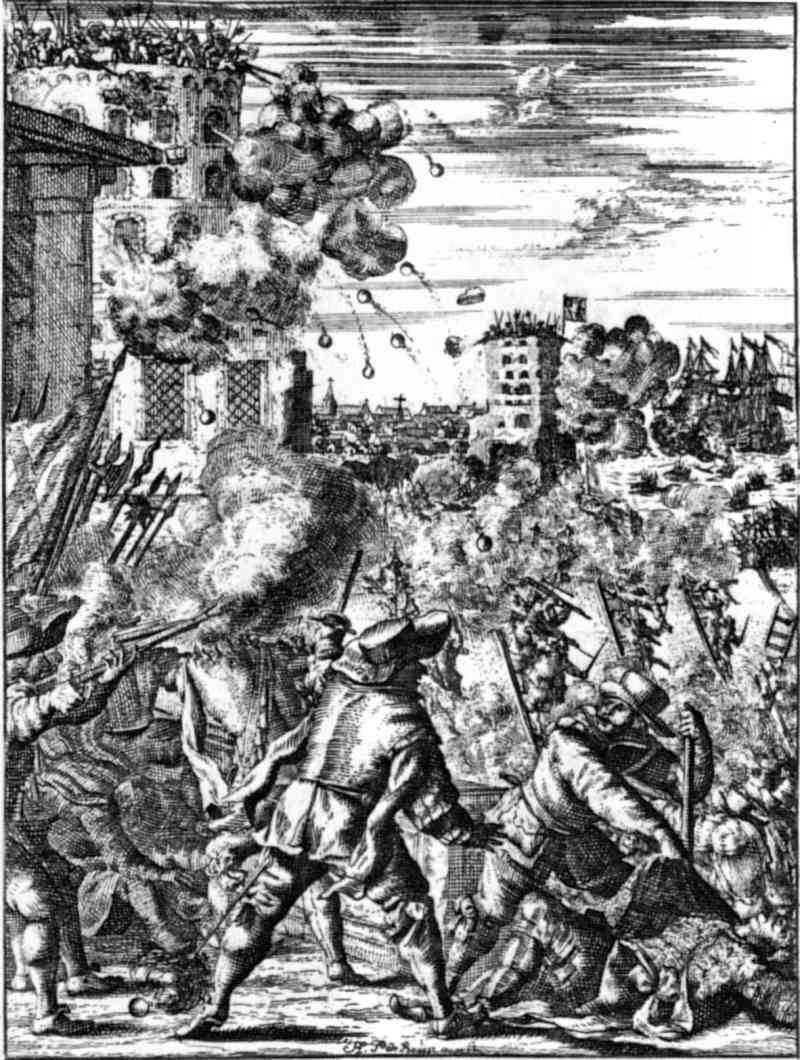
モーガンによるポルトベロのサン・ヘロニモ城攻めの場面

プリンシペでの戦利品を分配した後、モーガンは、スペイン本国とアメリカ植民地を結ぶ貿易上の要所であるポルトベロ（現在のパナマ）への攻撃計画を明かした。この街はスパニッシュ・メインにおいて3番目に大きく、港には2つの要塞が築かれており、さらに街中にも城があるという最も強固な街であった。
モーガン配下のうち、200名のフランス人たちは、戦利品の分配と同胞が殺害された件で不満を持ち、トルトゥーガに戻った。
モーガンは、ポート・ロイヤルに一時停泊した後、ポルトベロに向けて出発した。
1668年7月11日、モーガンはポルトベロの手前で停泊すると、23艘のカヌーを使って部下を目標地点から3マイル（4.8キロ）以内の地点に移動させた。そして上陸すると、夜が明ける30分ほど前に最初の攻略目標である砦に着き、そのまま3つの砦と街を素早く占領した。
モーガン側の損害は18名死亡、32名負傷であった。この軍事行動におけるモーガンの狡猾さ、絶妙のタイミングを突く巧妙さは、彼の軍司令官としての手腕の高さを示しているとザヘディは考察している。
エスケメランの記録によれば、モーガンは3つ目の城塞を攻略する際、3人が並んで登れる幅の梯子の設置を命じ、完成すると「捕らえた修道士・修道女を城壁に固定するよう命じた（中略）中隊の先頭者は彼らを壁として押し上げるように登った（中略）このために多くの修道士と修道女が死ぬことになった」と書いている。
テリー・ブレバートンによるモーガンの伝記によれば、後述のようにエスケメランの出版に際してモーガンは名誉毀損で訴えて勝利したがために、この修道士らを人間の盾を用いたという逸話は、イングランドで翻訳出版された際には削られていたという。

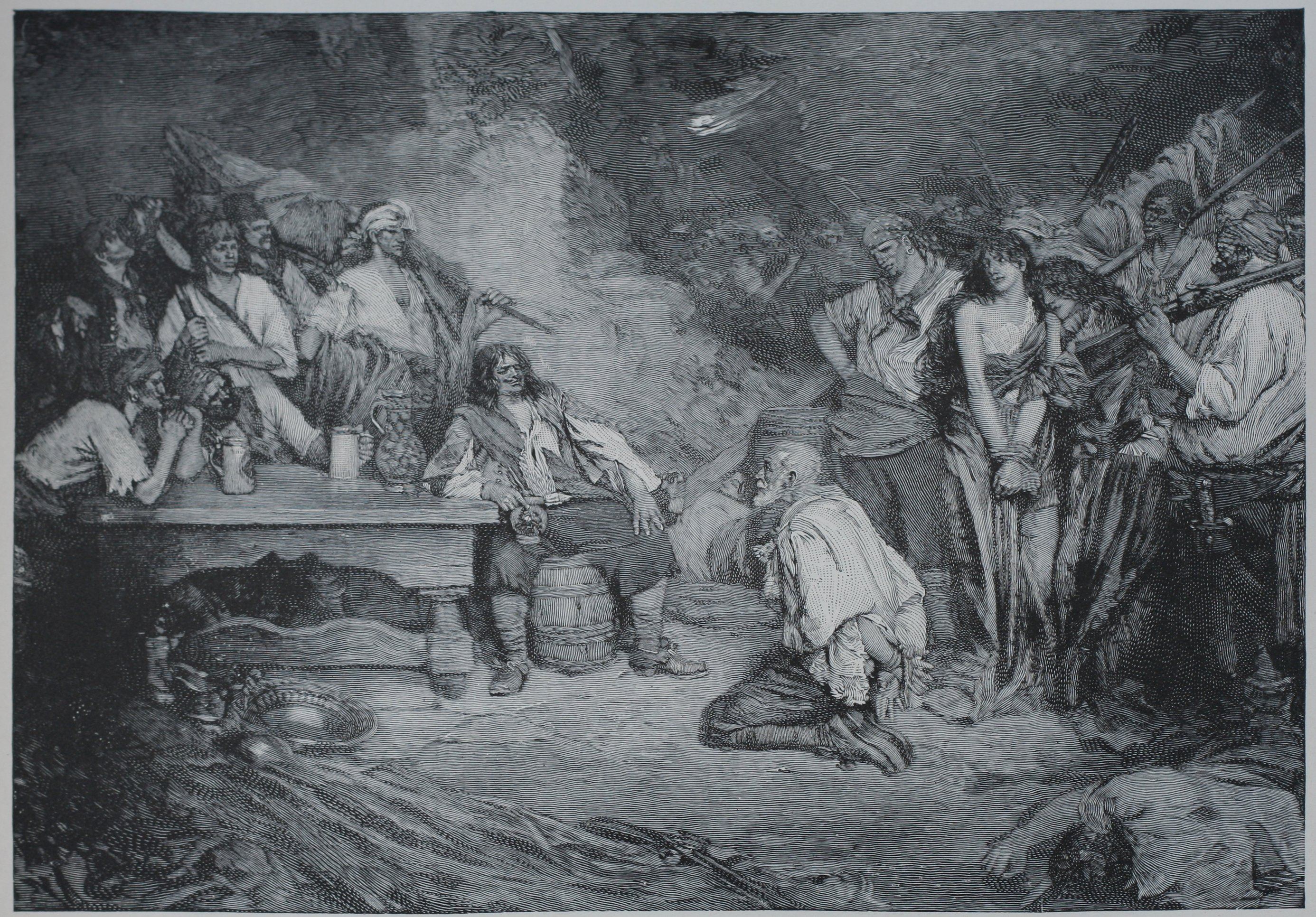
モーガンと捕虜たち

モーガンらによるポルトベロ占領は1ヶ月に渡った。彼はパナマの代理長官ドン・アグスティン（Don Agustín）に、35万ペソの身代金を要求する書簡を出した。
彼らは隠された金や宝石といったものも略奪するために、住民への拷問を行ったと推測され、実際にエスケメランの記録では婦女の暴行や放蕩の限りを尽くしたとされている。しかし、ザヘディによればこれらを裏付ける直接的な目撃者の情報はなかったという。
ドン・アグスティンは、武力による街の奪還を試みたが、800名からなる軍隊は私掠船によって撃退され、身代金を10万ペソとする交渉を行った。
この身代金と略奪による戦利品を伴ってモーガンはポート・ロイヤルに帰還した。この額は7万から10万ポンドと見積もられ、ザヘディによれば、これはジャマイカの農業生産高を上回り、バルバドスの砂糖輸出高の半分近くを占める規模であったという。また、これは当時の平均的な船乗りの年収の5、6倍に相当した。
モーガンは5パーセントの分け前を受け取った。
モディフォードの配当は10パーセントであり、これはモーガンの私掠免状の値段であった。
モディフォードは、ロンドンに、モーガンが作戦範囲を逸脱したために「叱責」したと報告したが、ザヘディの見立てでは、イングランドではモーガンは広く国民的英雄とみなされ、彼もモディフォードも叱責されるようなことはなかったとしている。

### マラカイボ遠征（1668-1669年）

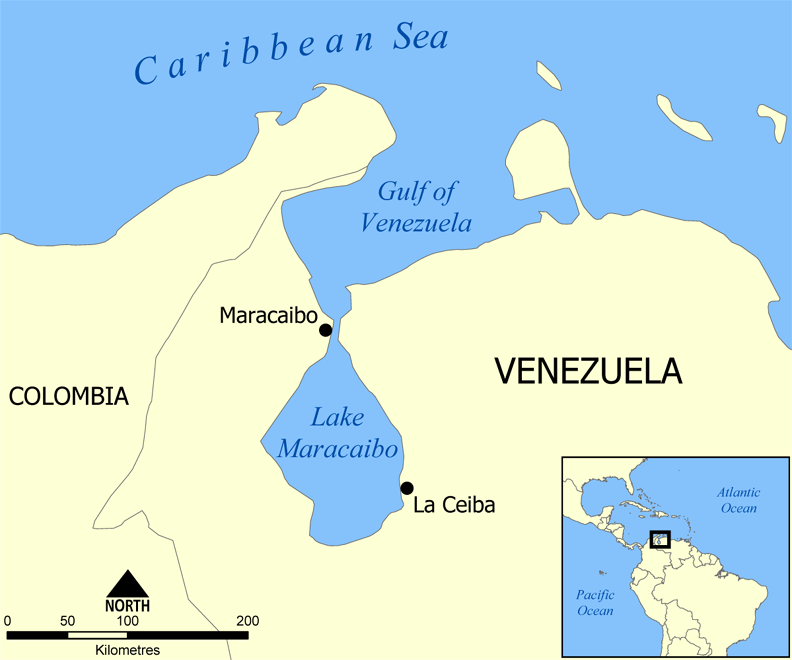
現ベネズエラであるマラカイボ湖と沿岸地の地図。湖口の西にある街がマラカイボ（Maracaibo）であり、湖の南東部にあるLa Ceibaが、ジブラルタル（ヒブラルタル）である。

ポート・ロイヤルにおけるモーガンの滞在は短く、1668年10月には10隻の船に800名の兵士を率いて、待ち合わせ場所とした小島イル・ア・バッシュ（Île-à-Vache）に向けて出航した。
彼の次の狙いは、スパニッシュ・メインで最も裕福で重要な都市であったカルタヘナ・デ・インディアス（現在のコロンビアのカルタヘナ）であった。
12月にはジャマイカ防衛の支援のためにポート・ロイヤルに派遣されていた元英国海軍のフリゲート艦オックスフォード号が合流した。これはモディフォードの手筈であり、モーガンはこれを旗艦とした。
1669年1月2日、モーガンはオックスフォード号上で、配下の全船長を集めて侵攻計画の評定を行っていたところ、火花によって船の火薬庫が爆発するという事故が発生した。この事故で200人以上の船員が死傷し、モーガンら船長たちも爆発に襲われた。モーガンや同じサイドに座っていた船長らは水中に落とされるも一命をとりとめたが、机の反対側にいた4人の船長は全員が死亡した。
オックスフォード号の喪失によって低下した戦力で、カルタヘナを襲撃するには無謀すぎた。そこでモーガンは配下のフランス人船長からの助言を取り入れ、目標をカルタヘナから、東に位置する（現在のベネズエラである）マラカイボ湖の沿岸の街マラカイボとジブラルタル（ヒブラルタル）に変更した。これらの町は、2年前にフランス人海賊（バッカニア）、フランソワ・ロロネーが襲撃した実績があった。
この経験からフランス人船長は、浅く狭い水路を抜けて湖内に侵入する術を知っていた。一方のスペイン側も、2年前の襲撃を受けてベネズエラ湾からの水路入り口の岬部分にサン・カルロス・デ・ラ・バラ要塞を築いていた。タルティによれば、この要塞は街の防衛においては絶好の場所にあったが、スペイン側は11門の大砲に充てる要員を9人しか残しておらず、人員不足の状態にあったという。
湾内に侵入したモーガンらはまず要塞に狙いを定めた。旗艦リリー号による砲撃の後援を受けながら、岸に上陸し、要塞を攻撃した。モーガンらが要塞内に突入した時、そこはもぬけの空であった。実はスペイン側は罠を仕掛けており、ゆっくりと伝う導火線を使って時間差で火薬庫を爆破し、城塞内に入った敵軍を仕留めるつもりであった。しかし、この罠は内部探索中に発見されて失敗した。
その後、モーガンらは要塞内の大砲に対し、任務を終えて帰還する際に、再奪取されて自分たちが狙われないようにするために、使えない状態に細工した上で、埋めた。

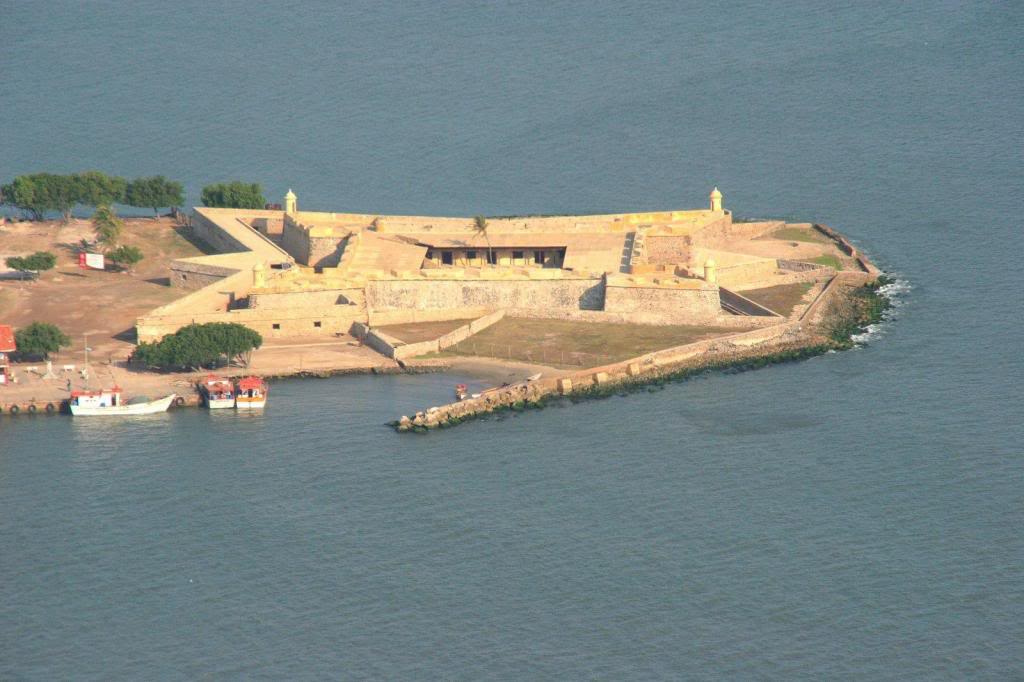
マラカイボ防衛のために岬の先端に築城されたサン・カルロス・デ・ラ・バラ要塞。

要塞攻略後、モーガンはマラカイボを襲撃した。マラカイボの街は、既に要塞の兵員らが敵軍の襲来を伝えて住民らが避難していたため、モーガンらが到着した時には閑散としていた。
モーガンは3週間掛けて街を略奪した。部下らは周辺のジャングルを捜索して避難者を見つけ出し、彼らや残っていた住民に対して拷問を行うなどして、金や財宝の隠し場所を探索した。
奪えるものはすべて奪って満足したモーガンらは、次にマラカイボ湖を南下してジブラルタルに向かった。街は降伏を拒絶し、隣接する砦は銃撃によって敵船を近づけさせなかった。そこでモーガンは自軍を少し離れた場所に停泊させると、カヌーで部下たちを上陸させ、陸上戦を試みた。既に住民の多くが周囲のジャングルに避難していたために、特に抵抗はなく、街は占拠された。モーガンらは今度は5週間ほど滞在し、この間、マラカイボでやったのと同じように、金や財宝の在り処を聞き出すために住民らを拷問した証拠が残っている。
スペイン側は、マラカイボ湖を脱出して帰還しようとするモーガンらを討ち取るため、ドン・アロンソ・デル・カンポ・イ・エスピノサ（Don Alonso del Campo y Espinosa）率いるバルロベント艦隊（アルマダ・デ・バルロベント、Armada de Barlovento）を湖の出口に派遣していた。この艦隊は126門の大砲を有し、サン・カルロス・デ・ラ・バラ要塞も再建していた。
モーガンはエスピノサに交渉を試み、これは1週間続いた。モーガンの前提は戦火を交えずに戦利品を持ったまま通過を認めさせることにあったが、カリブ海における海賊行為を停止させたいスペイン側の最終的な通告は、モーガンらが戦利品と奴隷をすべて放棄し、無抵抗でジャマイカに帰ることであった。このスペインの提案をモーガンが部下らに伝えると、彼らは戦って脱出する道を選んだ。モーガンらが圧倒的に劣勢の中で、彼らはエスピノサの旗艦マグダレン号に焼き討ち船を用いる策を企てた。
この作戦のために、ジブラルタルで拿捕した船が用意され、12人の船員が準備を担った。この船は、焼き討ち船と見抜かれないために、立てた丸太に頭巾を被せたものを並べて、船員がいるように見せかけられた。さらに重武装に見せるため、船体に舷窓が開けられ、大砲に見立てた丸太が配置された。その上で、船内には火薬樽が置かれ、マグダレン号を上手く捉えられるように、そのロープや帆に引っかかるよう、船の艤装にグラップリングフックが組まれた。

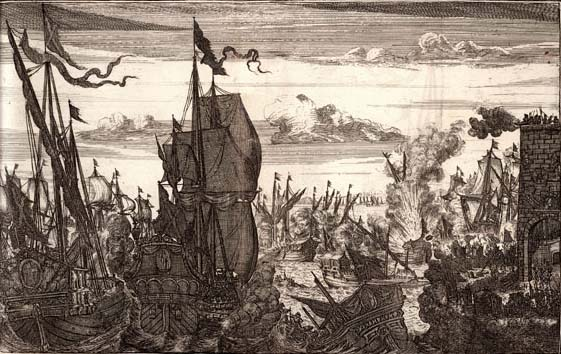
モーガンがバルロベント艦隊を撃破したマラカイボ湖の戦いの絵。

1669年5月1日、モーガンの船団はスペイン艦隊への攻撃を開始した。焼き討ち船は上手くいき、敵旗艦マグダレン号は炎上した。エスピノサは船を捨てて砦に入り、そこを指揮所とした。
スペイン側で2番目に大きな船であったソレダド号は、燃えている船から離れようとしたが、艤装に欠陥があり、やがて漂流を始めた。モーガン側はこれに乗り込むと艤装を修理し、拿捕した。3番目の船は沈没させられた。
こうして敵艦隊は無力化されたが、脱出するには再建された要塞がまだ脅威であった。そこでモーガンは通過時にこちらを砲撃しないこと、認められない場合はマラカイボを焼き討ちすると要塞に通告した。これをエスピノサは拒否したが、マラカイボの住民たちはモーガンと交渉し、街を攻撃しなければ2万ペソと500頭の牛を支払うと約束した。このマラカイボとの交渉期間中、モーガンはマグダレン号のサルベージ作業を行い、そこから1.5万ペソを回収していた。
この時点でモーガンは1隻の沈没によって戦利品がすべて失われることを防ぐため、そのすべてを集計し、配下の船団に均等に分配した。その額は合計25万ペソに上り、膨大な商品と現地で獲得した多くの奴隷がいた。
エスピノサは以前と同じくモーガンらは上陸して要塞を攻撃すると予測し、大砲を設置していた。これを確認したモーガンは、上陸作戦を行うように偽装した。スペイン軍は敵の夜襲に備え、上陸を防止するために、城塞内の人員を外に展開した。この動きに対してモーガンは帆を広げず、錨を上げるように命じた。船団は要塞側に気づかれず、潮の流れによって河口へと運ばれ、要塞と並んだところで帆を広げて、そのまま無傷でポート・ロイヤルへの帰還を果たした。
ザヘディは、この脱出劇を「モーガンの特徴である狡猾さと大胆さ」を示したものと評している。
モーガンがポート・ロイヤルを留守にしている間に、国王チャールズ2世が親スペイン派の影響を受け、イングランドの外交政策に変化が生じていた。モディフォードは、モーガンの任務外の行動を諌め、私掠免状を取り消したが、私掠行為自体に対する公的な処罰は行わなかった。
モーガンは戦果の一部を836エーカー（338ヘクタール）のプランテーションに投資した。これは2度目の投資であった。

### パナマ襲撃（1669年-1671年）

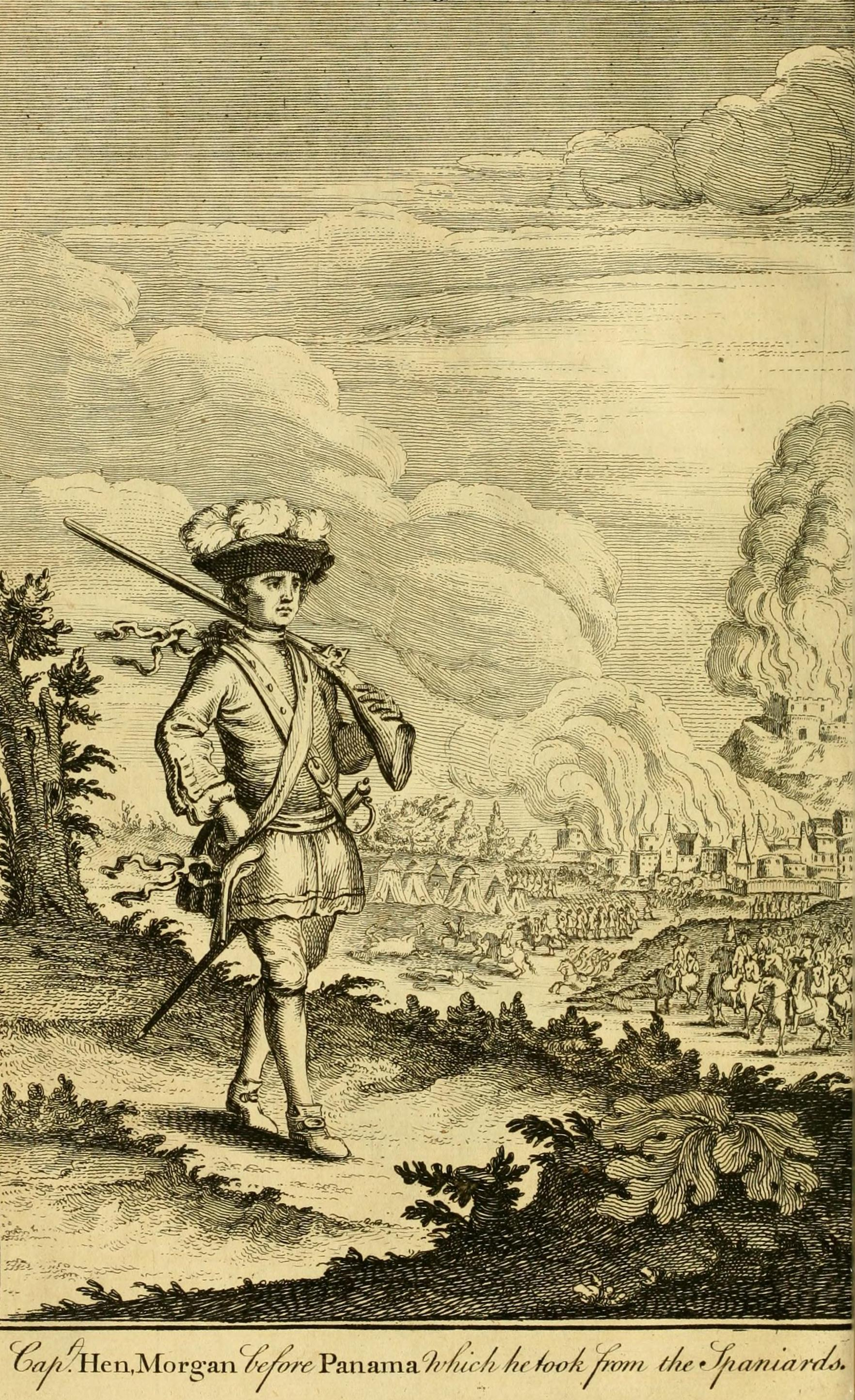
パナマ襲撃前のモーガンを描いたキャプテン・チャールズ・ジョンソンによる『海賊史』の挿絵の版画。

1669年、スペインの王妃兼摂政であったマリアナ・デ・アウストリアはカリブ海におけるイングランド船に対する攻撃を命じ、1670年3月、スペインの私掠船がイングランドの交易船を攻撃する事件が起こった。
これに対してモディフォードは、モーガンに「この島の安全と平穏に寄与しうる（悪事も含めた）あらゆる手段を講じ、実行せよ」と命じた。
12月までにモーガンは英仏の多数の私掠船からなる30隻以上の船団を率いてスパニッシュ・メインに向け出航した。
ザヘディによれば、この私掠船団の規模は、当時のカリブ海において最大のものであり、「モーガンの名声の高さを表している」と述べている。
1670年12月、まずモーガンはオールド・プロビデンス島とサン・カタリナ島を結ぶ島を占拠した。
そこから彼の艦隊はスペインに持ち帰る物資を積み込む船舶が発着する場所であった港町チャグレスに向けて出港し、町とサン・ロレンゾ砦を占領して退路を確保した。そして1671年1月9日、モーガンは部隊を率いてチャグレス川を遡上し、太平洋沿岸にあるパナマ・シティを目指した。
この行軍の大部分は徒歩であり、鬱蒼とした熱帯雨林や湿地帯を通り抜けるルートであった。
襲撃の可能性を察知したパナマ総督は、スペイン軍を派遣してモーガンの部隊を道中で待ち伏せした。モーガンは一部の経路でカヌーに乗り換えて進んだが、それでも待ち伏せた敵軍を難なく退けた。
その3日後に川の流れが悪くなり、ジャングルも開けてきたために、モーガンは部下たちを再び上陸させ、残りの部分を陸路で移動した。
ロバート・サール船長を含む、モーガンの部隊は1671年1月27日に、パナマ・シティ（現在のパナマ・ビエホ）に到着した。そして翌日の攻撃に備え、一晩野営した。
翌日、攻撃を開始すると、スペイン側は約1200人の歩兵と400人の騎兵隊で迎え撃とうとしたが、彼らのほとんどは実戦不足の未熟な兵であった。
モーガンは、300人の兵士を、スペイン軍の右翼に位置する小高い丘のふもとに通じる峡谷に送り込んだ。この動きにより敵兵の数が減ったことを確認したスペイン軍は、彼らが退却を始めたと誤認し、左翼部隊を崩して追撃を命じ、これに残りの守備兵も続いた。この動きに対してモーガンの主力部隊は整然と射撃で迎え撃った。やがて、峡谷に送った別働隊が姿を現したことで、スペイン側はこれを騎兵隊で迎え撃とうとしたが、別働隊の組織的な射撃で撃破された。そのまま別働隊はスペイン軍の側面攻撃を開始した。
パナマ総督は、敵勢を混乱せしめるため、2つの雄牛の群れを戦場に投入した。ところが、銃声に怯えた牛たちは反転し、スペイン軍の残党や飼い主らが踏み潰されてしまった。
この戦いでスペイン軍は敗走して400から500名の兵士を失い、一方でモーガン側の戦死者は15名であった。

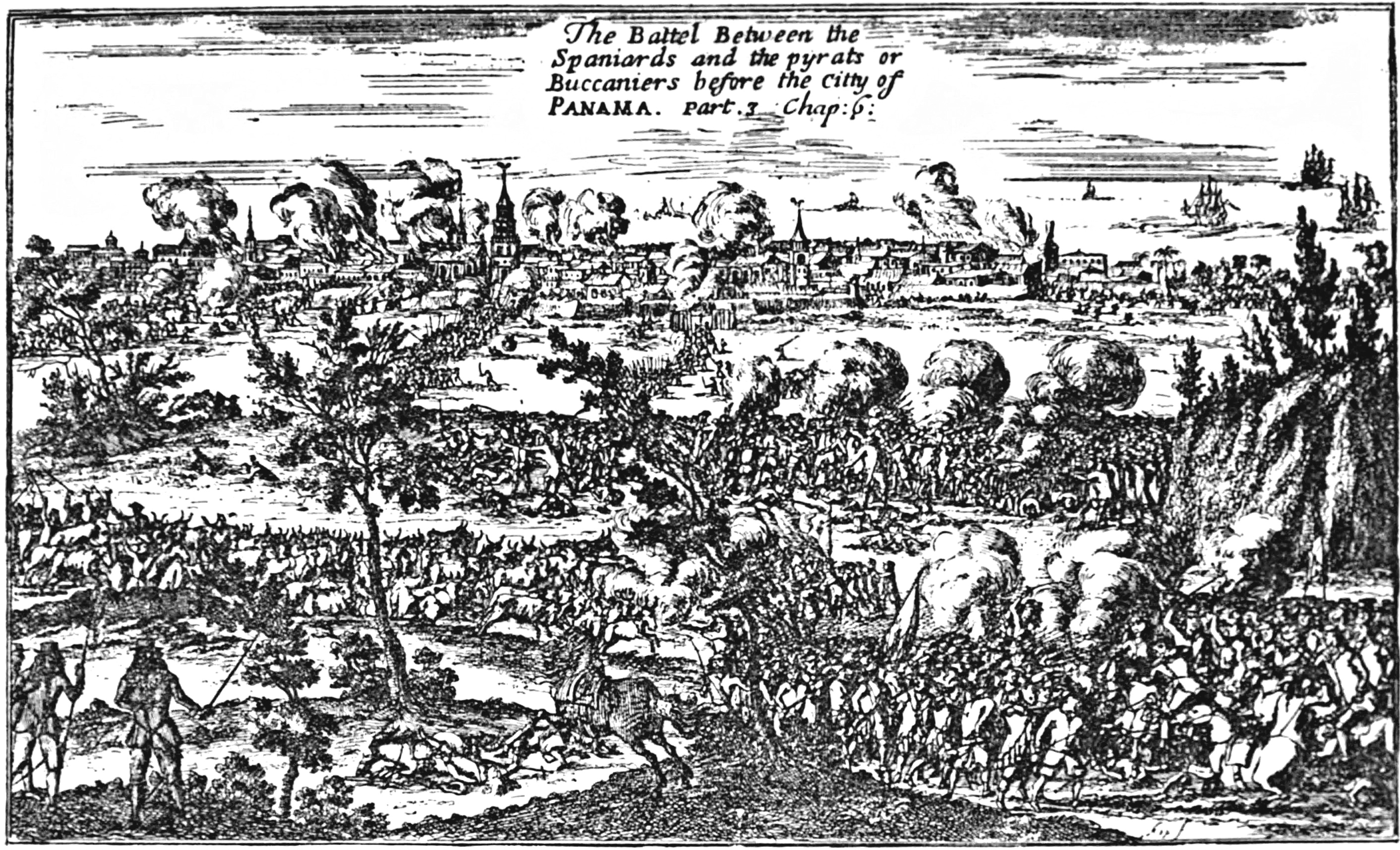
パナマ攻めを行うモーガンの絵

パナマ総督は自分たちが敗北した場合には街を焼き払う覚悟を決めており、木造の建築物の周りには火薬樽を設置していた。モーガンが勝利すると砲兵隊長は、これらに火を放ち、結果、街を焼く大火は翌日まで続いた。火が収まった後、街は石造りの建物がわずかに残っただけであった。
パナマの富の多くは、この大火でほぼ失われたが、一部は敵軍が到着する前に船で運び出されていた。
モーガンらは3週間ほど街に滞在し、廃墟から可能な限りの略奪を行った。モーガンの副官であったエドワード・コリアー船長は、パナマ住民らに対する拷問を指揮した。ただ、モーガンの船医を務めたリチャード・ブラウンの記録では、パナマにおけるモーガンは「敗れた敵に対して十分寛大であった」と記している。
この遠征においてモーガンが得た戦利品の価値的量については論争がある。
タルティによれば、略奪で得た総額は14万から40万ペソであったとしている。ただ、モーガンらは大軍であったがために、一人当たりの分け前は比較的低くなってしまい、不満が生じたとしている。
エスケメランの回想録では、モーガンが略奪品の大半を持ち去ったと批難していた。
3月12日、ポート・ロイヤルに帰還したモーガンは、街の人々から大きな歓迎を受けた。翌月、彼はジャマイカ議会に公式報告を行い、正式な感謝と祝辞を受けた。

## 逮捕とナイトの授爵、副総督拝命（1672–1675年）

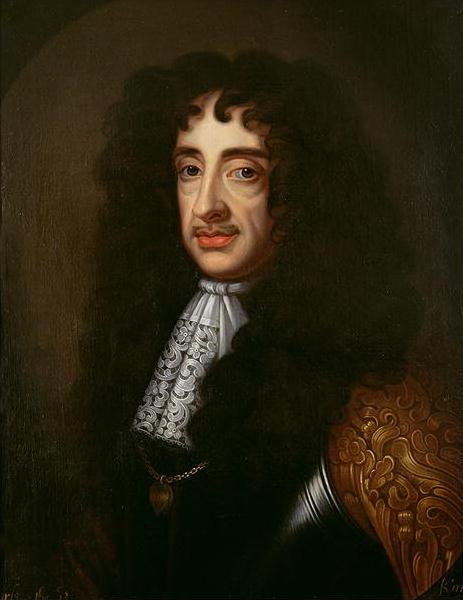
モーガンにナイト爵を与えたイングランド王チャールズ2世の肖像画。

パナマ遠征のためモーガンがジャマイカから離れている間に、イングランドとスペインは講和条約（マドリード条約）を調印し、そのニュースがジャマイカに届いていた。この条約はカリブ海における両国の平和を確立することを目的としており、したがって私掠船の許可を取り消すという合意も含まれていた。歴史家のヴァイオレット・バーバーによれば、スペインが出した条件の1つにはモディフォードの総督解任も含まれていたと言い、実際にモディフォードは逮捕され、後任の総督であるサー・トマス・リンチによって本国に送還された。
結果として条約調印直後にパナマ・シティが破壊された事実は、アレンが「国家情勢危機」と表現したように、イングランドとスペインの和平関係を破綻させるものであった。
イングランド政府の元には、ヨーロッパ駐在の大使らからスペインが戦争を考えているという噂が届けられた。これを宥めるため、チャールズ2世と南部担当国務大臣アーリントン伯は、モーガンの逮捕を命じた。1672年4月、モーガンはロンドンに召喚されたが、バーバーは「彼は手厚く持て囃された・・・　ドレイクのマントが降りた英雄として」と書いている。
この時、モーガンがロンドン塔に収監されたとする資料もあるが、ポープによれば塔の記録にその事実を示すものはない。
ロンドン滞在中のモーガンはおそらく自由を許されており、政治的な雰囲気も彼に有利となるように変化していった。たとえばアーリントン伯が、国王のために、ジャマイカ防衛に関しての改善案の作成を依頼するほどであった。
裁判は実施されなかった代わりに（すなわち、モーガンは公的に罪に問われなかった）、モーガンは貿易・農園評議会において、私的な証拠を提出し、パナマ攻撃前にマドリード条約の締結を知らなかったと証明した。
1674年11月、モーガンはチャールズ2世よりナイト爵を与えられ、その後、ジャマイカ副総督の職を拝命した。これに先立つ同年1月、現ジャマイカ総督であるリンチの仕事ぶりに不満をもった国王と顧問団は、彼を更迭して第3代カーベリー伯ジョン・ヴォーンに交代させる決定を下していた。ナイト授爵の2ヶ月後に、モーガンはこの新総督と共にジャマイカへと出発した。この中にはロンドン塔より無罪として釈放されたモディフォードもおり、彼はジャマイカの首席判事となった。
彼らが乗ったジャマイカ商船には、ポート・ロイヤルの防衛強化のための大砲や銃弾も積み込まれていた。船はイル＝ア＝ヴァシュ（Île-à-Vache）の岩礁で難破し、モーガンと乗組員たちは一時、島に取り残されるアクシデントに見舞われたが、通りがかりの商船に拾われた。

## ジャマイカ統治（1675-1688年）

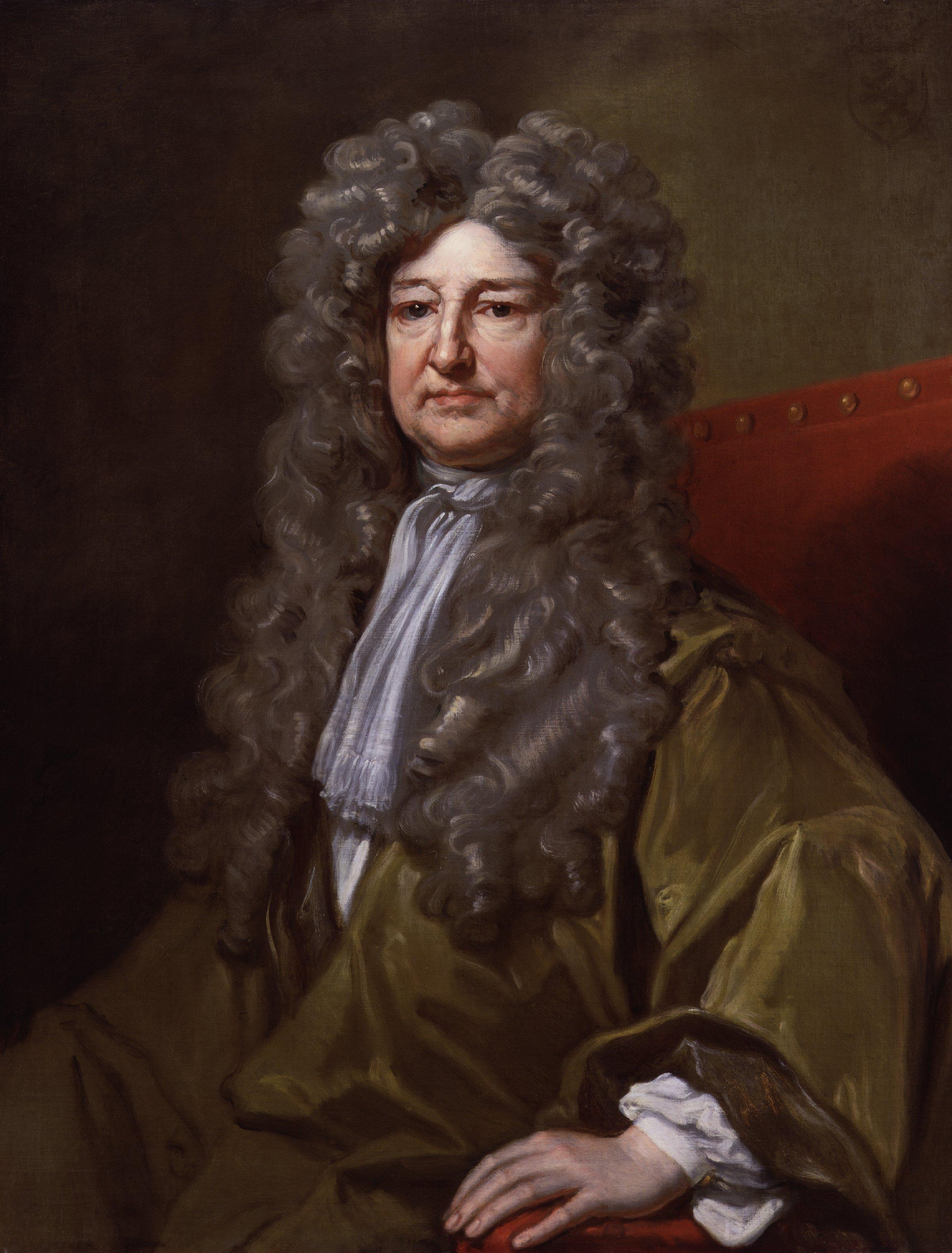
ジャマイカ総督ジョン・ヴォーン (第3代カーベリー伯爵)の肖像画。

モーガンらがジャマイカに到着すると、12名からなるジャマイカ議会は、彼に「国家への良き奉仕の対価」として年600ポンドの年俸の支給を可決した。このことは、モーガンと不仲であったカーベリー伯を怒らせた。
後にも伯爵は「日毎に確信を深めている・・・（モーガンの）軽率さと民政に関わる資格がないことだ」とモーガンに対する不満を漏らしている。
また、伯爵が国務大臣に宛てた手紙においても、モーガンが「酒場で飲酒し、賭博に興じている」ことを嘆いていた。
モーガンはジャマイカ海域における海賊の撲滅を命じられていたが、多くの私掠船の船長らと交友関係を続け、むしろ彼らに投資したこともあった。ザヘディエの推定では、当時カリブ海では1200隻の私掠船が活動し、ポート・ロイヤルを拠点として好んでいたという。これはモーガンに一定額支払えば、街で歓迎を受けたためである。
また、モーガンには私掠免状を発行する権限がなかったため、義弟のロバート・ビンドロス経由でフランスのトルトゥーガ総督から免状を受け取れるように手配し、モーガンとビンドロスは1件ごとに手数料を受け取っていた。
1676年7月、カーベリー伯はジャマイカ議会においてモーガンに対する聴聞会を開き、この中で、彼がフランスと協力してスペインの権益を侵していると批難した。モーガンはフランスの官吏と会ったことは認めたが、これは通常の外交であり、欺瞞行為ではないと弁明した。1677年の夏、商務庁長官は、この件の結論が出せないでいると述べ、1678年初頭に国王と枢密院はカーベリー伯をロンドンに召喚した。総督不在の3ヶ月間、モーガンは代理総督を務めた。そして1678年7月に初代カーライル伯チャールズ・ハワードが新しい総督に任命された。
1670年代後半までにカリブ海ではフランスの脅威が拡大しており、モーガンはポート・ロイヤルの防衛を管理すようになった。1678年と1680年（いずれも代理総督時）には侵略の脅威を理由として戒厳令を発し、町を囲む要塞を再建して、1680年までの5年間に大砲の数を60門から100門以上に増やした。
モーガンと、ジャマイカ議会の彼の協力者たちは私掠船と海賊への対処に真剣に努力した。しかし、この動きは書記官のローランド・パウエルによって弱められた。彼は王立アフリカ会社の独占を認める既存法に反する布告に彼の名前を偽造した。
モーガンによる統治への批判は、ロンドンでも、2人のジャマイカ元総督、カーベリーとリンチによって扇動されていた。
リンチがチャールズ2世に50,000ポンドを献上後、モーガンの副総督と中将の地位は取り消され、リンチが総督に再任命された。ただ、依然としてモーガンは議員としての地位は保った。
モーガンは数年来の大酒飲みであったが、この一連の出来事は気落ちした彼の酒量を増やすことにつながり、酒が彼の健康を蝕むようになっていった。
リンチは1683年までにジャマイカ議会からモーガンの支持者を排除し、同年10月にはモーガンと義弟ビンドロスの排除にも成功した。結果、議会はリンチに忠実な者たちで占められることになったが、翌1684年に彼は亡くなった。この死を受けて、リンチの友人でもあったヘンダー・モールズワース中将が代理総督に就いた。

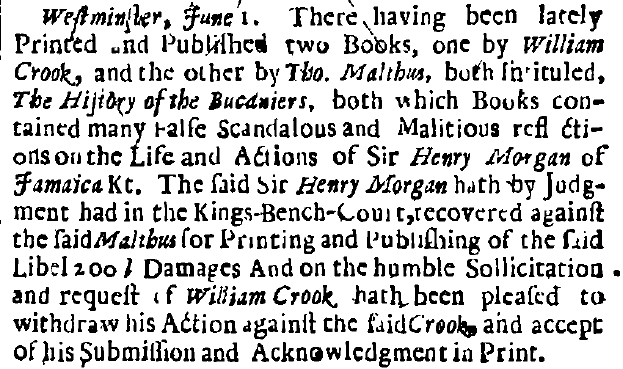
モーガンが名誉毀損裁判を起こしたことを報じるロンドン・ガゼットの記事。

1684年、モーガンの元部下であるエスケメランが、彼の私掠船時代のことについてまとめた『De Americaensche Zee-Roovers』（英訳版のタイトルは『The Buccaneers of America（アメリカのバッカニアについて）』）と題する書籍をオランダで発行した。これを知ったモーガンは、本の信憑性を貶めようとし、出版元のウィリアム・クルックとトマス・マルサスに対して名誉毀損の訴訟を起こし、成功した。モーガンは宣誓供述書の中で「悪行や海賊、また強盗行為に対して（私は）最大限の嫌悪と不信を持っている」「（こうした行為を）常に憎んでいたし、今もそうだ」と主張している。裁判所は彼に有利な判決を下し、本は撤去され、賠償額として200ポンドがモーガンに支払われた。

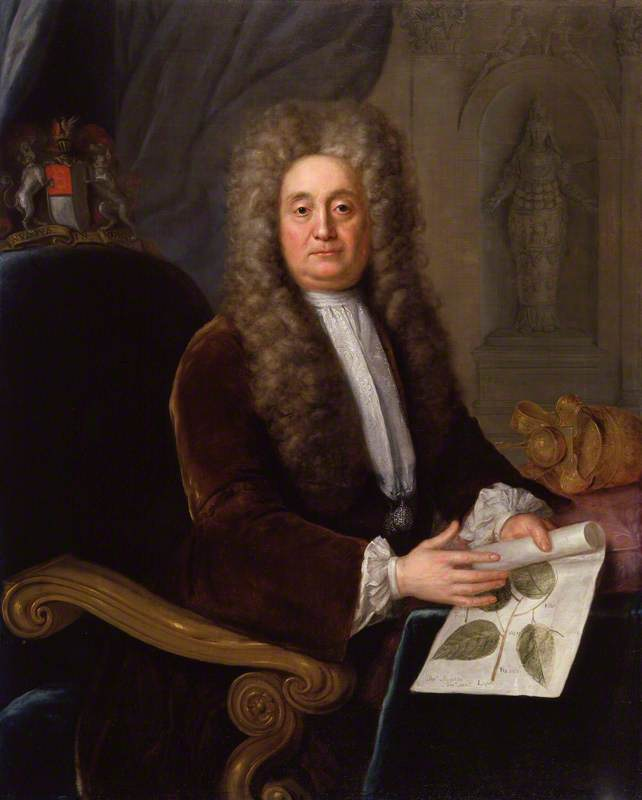
晩年のモーガンを診察した医師ハンス・スローンの肖像画。ホット・チョコレートの発明者であり、大英博物館の設立に貢献したことでも知られる。

1687年12月、リンチの後任総督として第2代アルベマール公爵クリストファー・マンクがポート・ジョージに到着した。アルベマール卿はモーガンのロンドン時代の友人でもあり、彼はモールズワースを解任すると、モーガンに非公式の役職だが顧問の役目を与えた。
1688年7月、アルベマール卿は国王を説得して、モーガンが議員に復帰できるよう取り計らったが、彼は病気で出席できなかった。
アルベマール卿の専属医であるハンス・スローンはモーガンを診察して水腫と判断した。また、彼が過度の飲酒を行っていることを知り、量を減らすよう命じたが、無視された。スローンは、当時のモーガンの状態を次のように述べている。

## 黒人奴隷の所有者として
モーガンは亡くなるまでに3つの大規模なプランテーションを経営した。この運営には大勢の黒人奴隷も用いられており、当時の法において彼の財産として扱われた。1689年に行われた彼の遺言の検認記録によれば、黒人奴隷は男性64人、女性67人の計131人であった。また、約33人は子供であった。彼らの金銭的な算定価値は1,923ポンドであった。これら奴隷たちは農園と共に、彼の遺言に従い、その妻メアリーや甥に引き継がれた。
1670年代から1680年代にかけては、3つの大規模プランテーションの所有者としてモーガンは、フアン・デ・セラス率いる、ジャマイカの逃亡奴隷（マルーン）に対する3回にわたる討伐作戦を指揮した。この作戦は一定の戦果を挙げ、彼らをブルーマウンテン山脈に追いやることに成功したが、セラスの捕縛や、彼らの共同体の壊滅には至らなかった。

## 死去と遺産
1688年8月25日、モーガンはジャマイカの現在のポートマリアにあるローレンスフィールド・エステートで死去した。アルベマールは国葬を命じ、植民地住民たちが弔問できるように総督公邸「キングス・ハウス」にモーガンの遺体を安置した。海賊や私掠船員にも逮捕を恐れずに弔問ができるよう、恩赦が布告された。その後、遺体はポート・ロイヤルのパリサドス墓地に埋葬され、港に停泊していた船舶より22門の大砲による弔砲が行われた。
死去時のモーガンは裕福であり、彼の個人資産は5,263ポンドと見られている。
遺言に従い、財産（農園と奴隷）の大半は妻のメアリー・エリザベスのものとなった。しかし、2人には子供がいなかったために彼女の死後、その財産は義兄ロバート・ビンドロス（1681年にジャマイカの最高判事を務めた）の息子たち（モーガンから見て甥）に相続されることになった。このうち、その大半は次男のチャールズに相続され、長兄ロバートにはセント・ジョージ教区にあった土地が相続された。
1688年6月17日付の遺言では、モーガンが後見人（代父）を務めたチャールズ・ビンドロスとヘンリー・アーチボルドに、モーガンの姓を名乗ることを条件に、ジャマイカの財産を譲るとなっていた。この2人は彼の従姉妹であるアンナ・ペトロニラ・ビンドロスとジョアンナ・アーチボルトの子供たちであった。また、妹のキャサリン・ロイドには「これまで誠実なるトレデガーの共同経営者であるトマス・モーガンより支払われるように」と、遺産より年60ポンドの年金が定められていた。他にも後に子孫がジャマイカ総督となる友人ロジャー・エレトソンに、セント・メアリー教区に有していた土地を渡している。
1692年6月7日、町の約3分の2が海に沈んだという大地震がポート・ロイヤルを襲った（ジャマイカ大地震 (1692年)）。モーガンが埋葬されたパリサドス墓地もこの時に崩落した地域に含まれており、彼の遺体は行方不明となった。

## 後世への影響

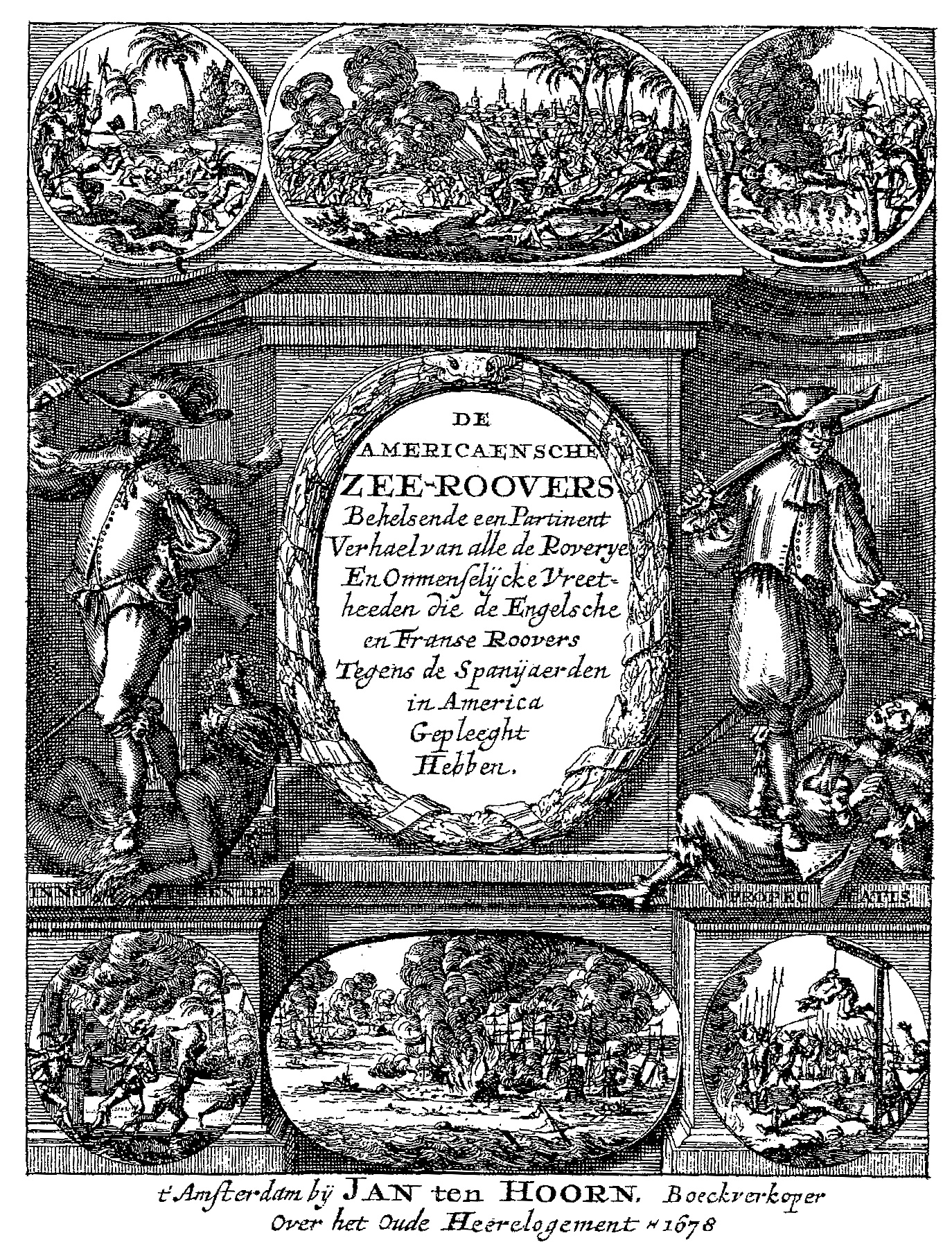
アレクサンドル・エスケメランによるモーガンについて著述した『The Buccaneers of America（アメリカのバッカニアたち）』（1678年）の表紙。

後世におけるモーガンの人物像は、彼の部下であったアレクサンドル・エスケメランの回顧録『The Buccaneers of America（アメリカのバッカニアたち）』に依るところが大きい。
ロゴジンスキーは、モーガンが「最も有名な海賊」であるのは、エスケメランによる功績とまで述べている。ここで描かれるモーガンはコーディングリの言葉を借りれば「かなり悪しく、残酷で不道徳な悪役」であった。
例えばエスケメランの記録では、先述のように侵攻において聖職者を人間の盾に用いたというものや、占領した町のいくつかでは拷問が広範に行われていたとしている。この点について、実際、パナマでは拷問があったという信頼できる報告が残っているものの、スティーブン・スネラーズの『海賊史』によれば、スペイン側の記録には、ポルト・ベロやジブラルタルにおいて、その住民らを拷問したというものはなかったという。
歴史家のパトリック・プリングルによれば、現代の視点からすれば拷問は残酷で冷徹なものと見られているが、当時のヨーロッパの多くの国においては司法尋問の1つとして受け入れられていた面もあるとしている。
モーガンは常にジャマイカ総督からの委任を受けて戦っており、そのために、彼の活動はジャマイカ防衛のための行動であり、イングランド政府の予備海軍という側面を持っていた。
対して、スペインは私掠船を合法的な活動と認めなかったために、たとえ私掠免状を所持していようとも、彼らからすればモーガンは単なる海賊であった。
なぜエスケメランがモーガンを悪党として描いたかについては、コーディングリがパナマ襲撃においてモーガンが戦利品をくすねたことへの恨みだったと推測している。
アレンは、エスケメランが原因で後世の歴史家からのモーガンの扱いはあまり良いものではなかったと評し、モーガンを扱った伝記の中には、彼がロンドンや監獄、あるいはロンドン塔で亡くなったと記したものもあったと指摘している。具体的には、チャールズ・レスリー『ジャマイカの新しい歴史（A New History of Jamaica）』（1739年）、アラン・ガードナー『ジャマイカの歴史（History of Jamaica）』（1873年）、ヒューバート・バンクロフト『中央アメリカの歴史（History of Central America）』（1883年）、ハワード・パイル『ハワード・パイルの海賊の本（Howard Pyle's Book of Pirates）』（1921年編纂）などが挙げられる。

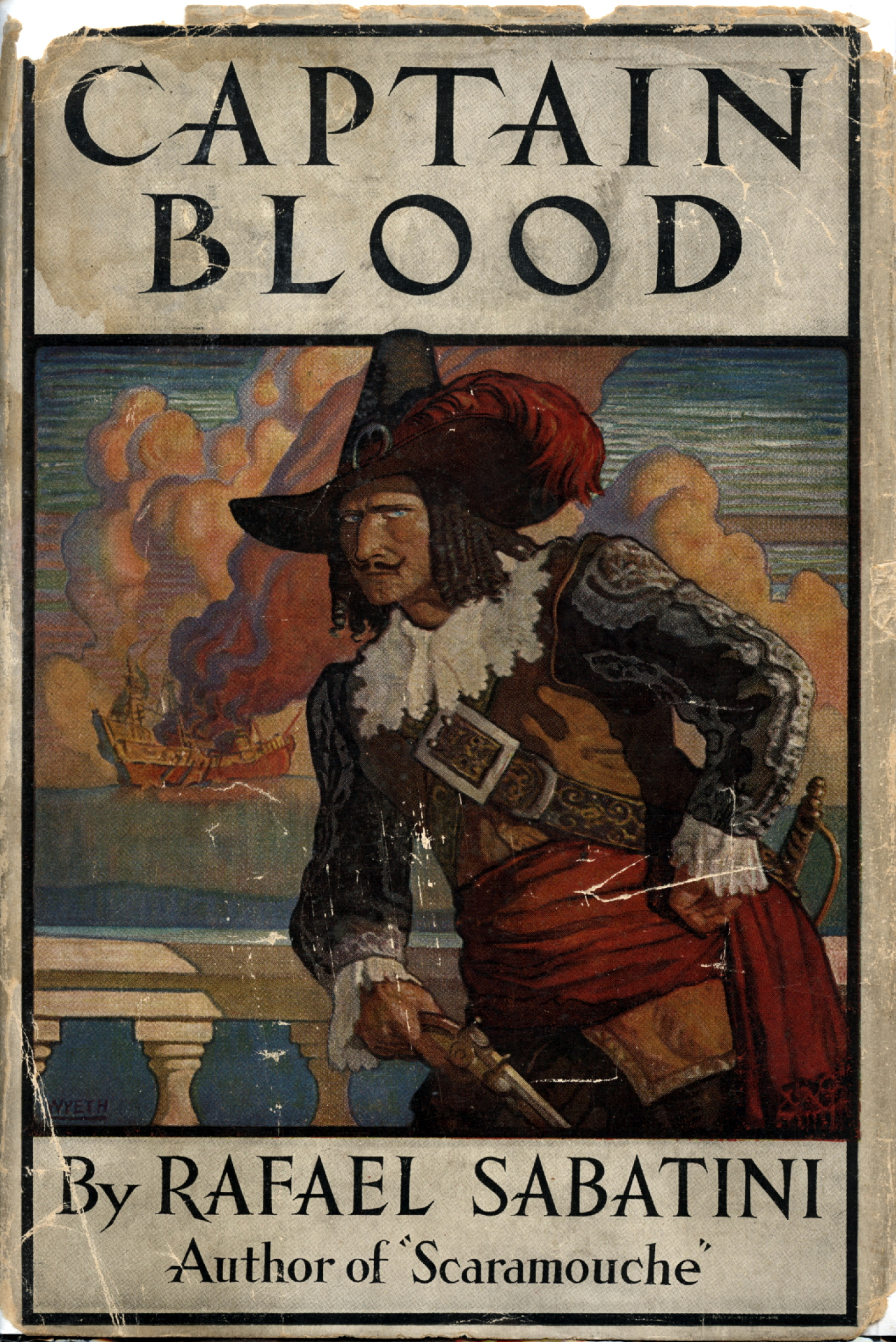
ラファエル・サバチニによる『キャプテン・ブラッド』（1922年）の表紙

ロゴジンスキーは、「カリスマ的なリーダーシップと、利己的な裏切り者という評価の混在」により、他の海賊ほど後世のフィクション作品には登場しなかったとしている。彼の名前や彼自身が出ているものとしてはラファエル・サバチニの『キャプテン・ブラッド』（1922年）やジョン・スタインベックの処女作『黄金の杯』（1929年）などの文芸作品で見られ、どちらも大部分が史実のモーガンのキャリアを基にしたとみなされている。
モーガンの埋蔵金をテーマにした話は、イアン・フレミングの『007 死ぬのは奴らだ』（1954年）やジョン・メイスフィールドの詩『Captain Stratton's Fancy』（1920年）など、いくつかの創作物で見られる。
モーガンの生涯をテーマにした映画作品としては、『海賊ブラッド』（1935年）、『The Black Swan』（1942年）、『Blackbeard the Pirate』（1952年）、『海賊の王者』（1961年）、『Pirates of Tortuga（トルトゥーガの海賊）』（1961年）、『The Black Corsair』（1976年）がある。
また、テレビゲームでは、『Sid Meier's Pirates! 』（2004年）や『Age of Pirates 2: City of Abandoned Ships』（2009年）などでモーガンが登場している。
1944年、カナダの酒造会社シーグラムは、モーガンの名を冠したラム酒「キャプテン・モルガン」の製造を開始した。その後、同社の蒸留所や製造権、販売権の売却などが行われ、2001年以降はロンドンに本社を置く多国籍飲料会社ディアジオが商標権を取得し、販売が続けられている。
また、クラレンドンのモーガンズブリッジやモーガンズバレー、キングストンのモーガンズハーバーホテル＆ビーチクラブなど、カリブ海の様々な場所でモーガンの名が付けられた場所や建物がみられる。
経済学者のピーター・リーソンは、海賊や私掠船は一般に抜け目ないビジネスマンであり、彼らを残忍な暴君と表現するような現代の見方とはかけ離れていたと指摘する。
人類学者のアン・M・ガルヴィンと歴史学者のクリス・レーンは、それぞれモーガンは地主のジェントリになるために、富を得ようとしたと見ている。
同時にガルヴィンはモーガンが「無法者、政治的策略、商才といった利己的行為を通じて社会階級を移動できることを示した」と述べている。
アメリカン・ナショナル・バイオグラフィのグレン・ブラロックによる寄稿では、モーガンはバッカニアとしての功績と、大英帝国にとってジャマイカが重要な場所であり続けた両面から、多くのジャマイカ人とイングランド人から英雄視されたと主張している。
その一方で、ジャマイカ人の中には、モーガンが奴隷制度を維持しようとした「海賊の罪人」と見なすものもある。
グラハム・トーマスはモーガンを次のように評している。